# Katholische Pfarrkirche Rotenturm an der Pinka

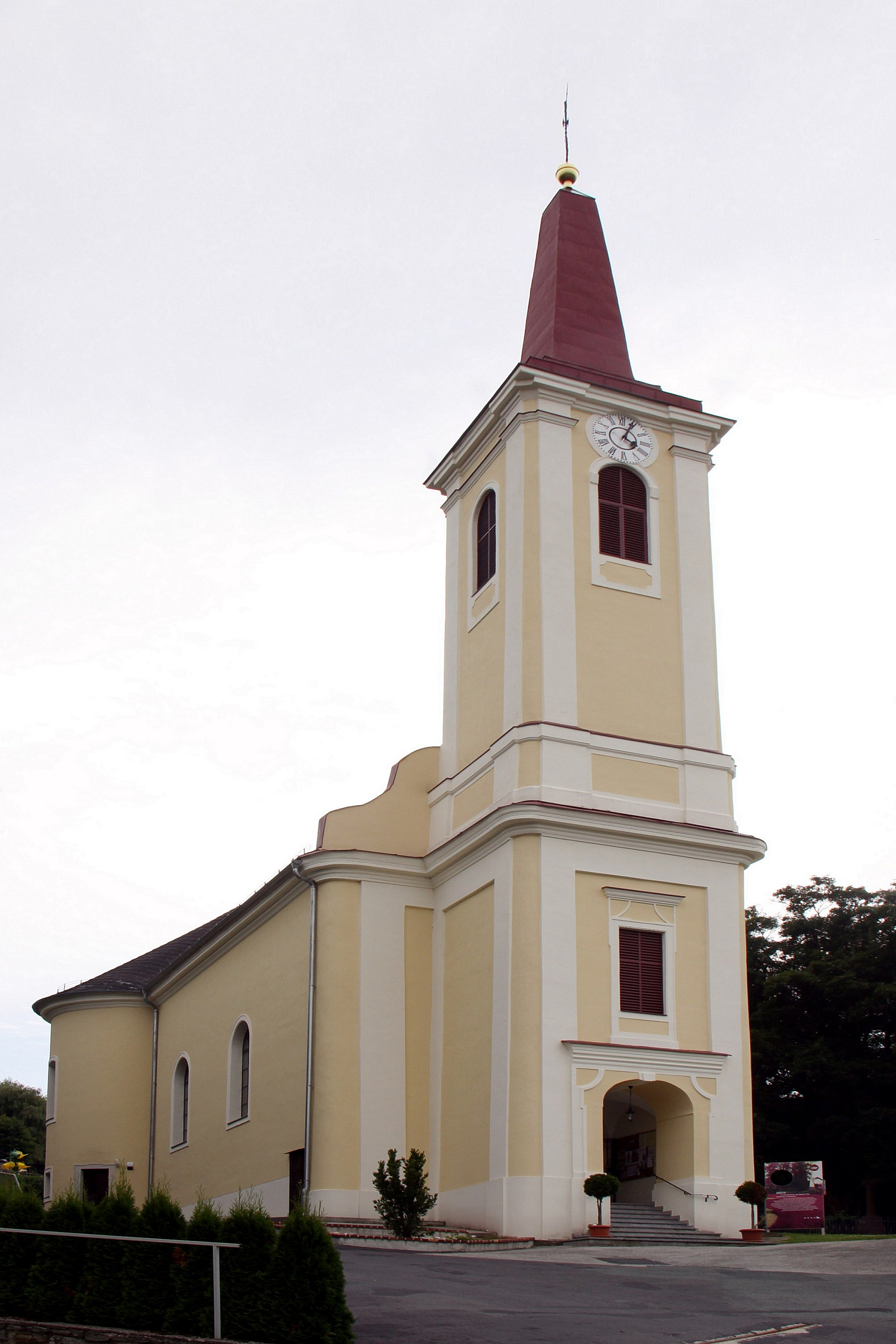
Katholische Pfarrkirche Allerheiligen in Rotenturm an der Pinka

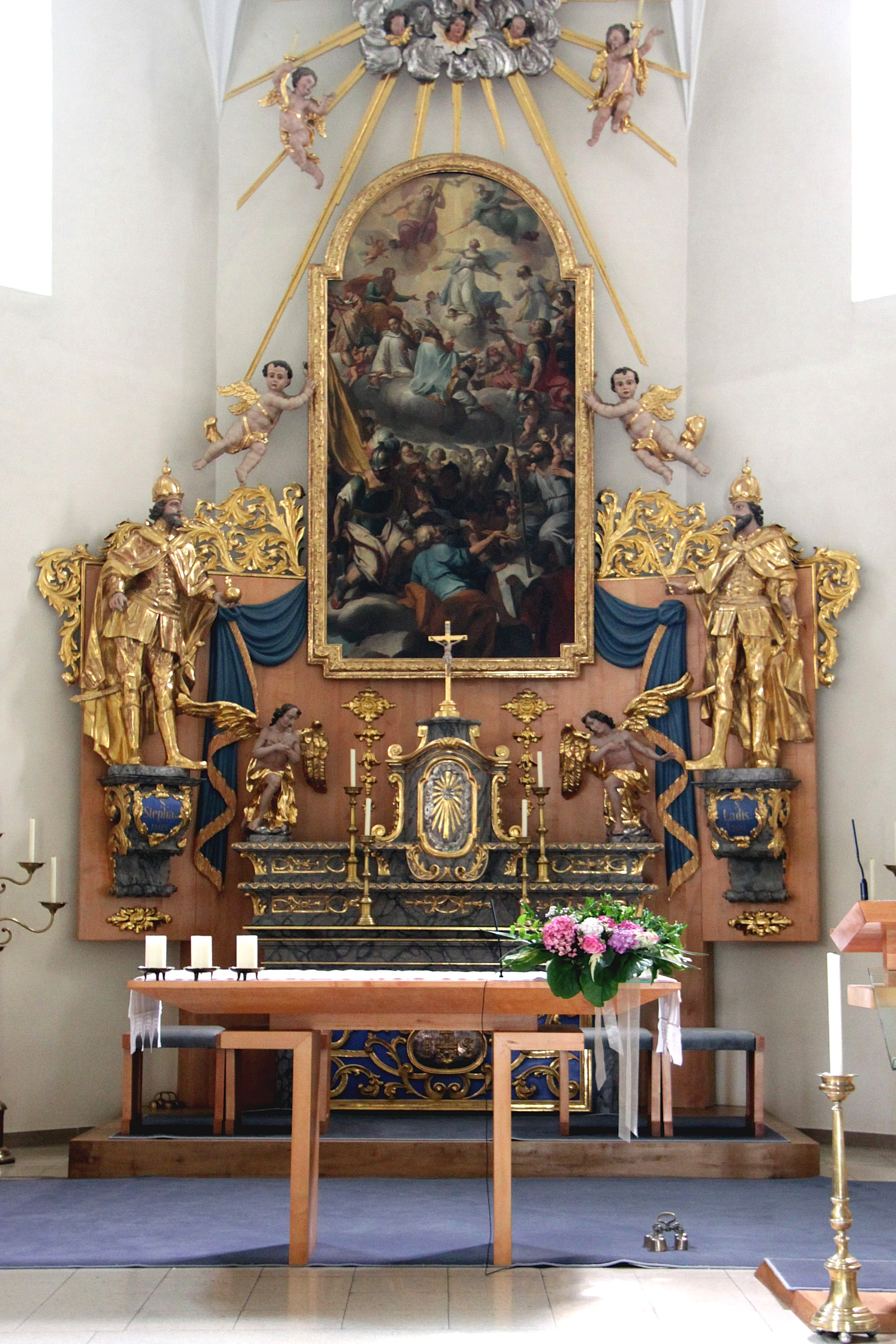
Innenansicht

Die römisch-katholische Pfarrkirche Rotenturm an der Pinka in der Gemeinde Rotenturm an der Pinka im Bezirk Oberwart im Burgenland ist dem Fest Allerheiligen geweiht und gehört zum Dekanat Pinkafeld in der Diözese Eisenstadt. Das Bauwerk steht unter Denkmalschutz.

## Lagebeschreibung
Die Kirche steht westlich des Hauptplatzes in erhöhter Lage.

## Geschichte
1489 wird erstmals eine Kirche in Rotenturm an der Pinka urkundlich erwähnt. Bereits vor der Reformation wurde sie zur Pfarrkirche erhoben. Unter Verwendung von Mauerwerk der ursprünglichen Kirche wurde die heutige Kirche 1733 errichtet und 1794 umgebaut. Der Bau des Turmes und die Wölbung des Langhauses erfolgte unter Lorenz Vogl. Restauriert wurde die Kirche in den Jahren 1966 bis 1968. 1972 erfolgte eine weitere Innenrestaurierung.

## Kirchenbau
Kirchenäußeres
Die Kirche ist ein einfacher Saalbau mit vorgebautem Ostturm mit Pyramidenhelm. Der Chor ist eingezogen und halbrund. Seitlich sind halbrunde Chorkapellen angebaut. An der Nordwand ist ein Portal zur Krypta eingebaut. Über dem Türsturz ist eine Kartusche mit dem Wappen der Familie Erdődy. Sie wird von zwei Geharnischten flankiert. Es entstand um 1733. Die Krypta ist die Begräbnisstätte der Familie Erdődy.
Kircheninneres
Über dem zweijochigen Langhaus ist ein breites Platzlgewölbe zwischen Gurtbögen. Dieses ruht auf Pilastern. Das östliche Halbjoch ist tonnengewölbt. Die Empore ist dreiachsig über kreuzgratunterwölbt. Die Brüstung der Empore ist vorgezogen. Zwischen Langhaus und Chorjoch ist ein konisches Zwischenjoch mit Doppelpilastern als Übergang. Das Chorjoch ist kreuzgratgewölbt. Über der auf drei Seiten geschlossenen Apsis sind Stichkappen zwischen gebrochenen Gurtbögen. Die rechte Seite zur Seitenkapelle ist geschlossen. Auf der linken Seite ist die Sakristei. Darüber ist das zum Kirchenraum hin geöffnete Oratorium unter Platzlgewölbe.

## Ausstattung

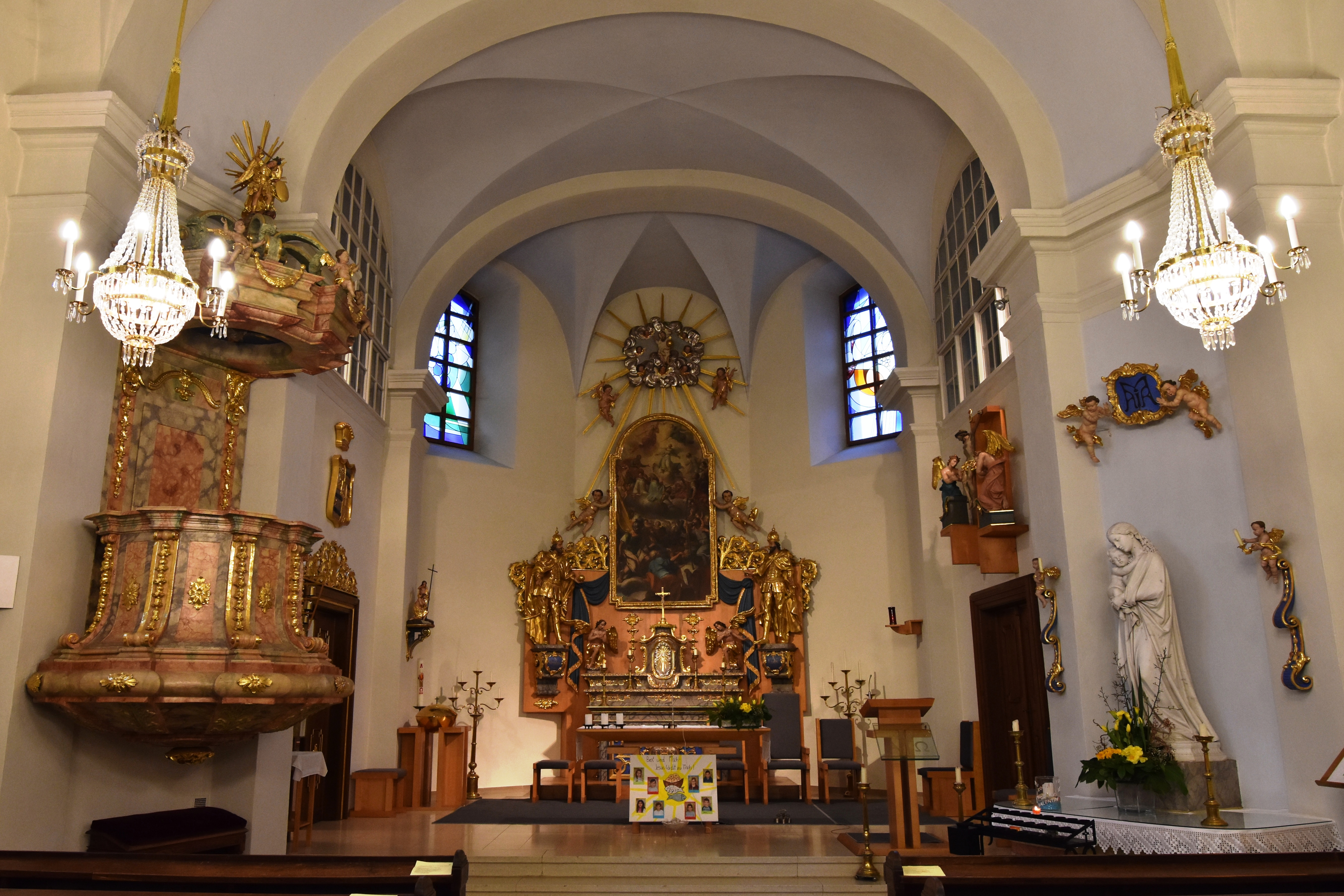
Der Innenraum

Der Hochaltar wurde 1966 verändert. Auf der Mensa steht ein Tabernakel vom Ende des 18. Jahrhunderts. An der Wand hängt das ehemalige Altarbild „Allerheiligen“, das 1662 nach Rotenturm gebracht wurde. Das Originalbild stammt von Federico Barocci aus der Zeit um 1600. Das Original wurde Ende des 18. Jahrhunderts durch eine Kopie ersetzt. Diese wurde 1972 restauriert. Das Altarbild wird von zwei Holzfiguren der heiligen Könige Stephan und Ladislaus flankiert. Die beiden Figuren wurden im vierten Viertel des 18. Jahrhunderts geschaffen. Sie wurden 1972 restauriert. Auf dem rechten Seitenaltar steht eine Madonnenfigur aus Carrara-Marmor von C. Steinhauser aus dem Jahr 1875. Sie war ursprünglich in der Schlosskapelle von Schloss Rotenturm aufgestellt. Die klassizistische Kanzel mit Putten und Schnitzdekor wurde 1972 restauriert. Das Votivbild des heiligen Patrick mit Spruch stammt aus der zweiten Hälfte des 18. Jahrhunderts. Es wurde von J. Rath 1853 restauriert. Das Ölbild „Maria Immaculata“ wurde 1846 von Kautzner gemalt. Die Figurengruppe „Gottvater im Wolkenkranz“ aus dem Jahr 1820 und stammt vom ehemaligen Seitenaltar. Die vierzehn Kreuzwegstationen sind Ölbilder in der Art Joseph von Führichs gemalt. Die vergoldete Statuette, die den heiligen Michael darstellt, stammt aus der Schlosskapelle von Schloss Rotenturm. Sie ist neobarock. Die Holzstatue des heiligen Johannes Nepomuk stammt aus der Mitte des 18. Jahrhunderts und stand ursprünglich auf einem Seitenaltar. Der Empireluster entstand um 1820.

## Orgel
Die Orgel wurde von Anton Tausz 1886 gebaut. Auf dem Mittelteil steht eine Statue von König David aus dem 18. Jahrhundert.

## Glocke
Die Glocke wurde 1727 von Johann Baptist Dival gegossen.

## Sonstiges
Ein Teil des Kriminalromans „Vergelt’s Gott“ von der Autorin Ingrid Sonnleitner spielt in der Kirche.